# Henrik Klingenberg
Henrik Bo Kristian Klingenberg, detto Henkka (Mariehamn, 21 ottobre 1978), è un tastierista finlandese, membro del gruppo musicale Sonata Arctica.
È diventato membro della band nel 2002, sostituendo Mikko Härkin.

## Carriera
Il suo progetto principale è con i Sonata Arctica, tuttavia fa parte anche della band chiamata Mental Care Foundation con il ruolo di cantante e tastierista. Canta anche nel gruppo Graveyard Shift assieme al suo ex compagno di gruppo Jani Liimatainen.
Prima di unirsi ai Sonata Arctica è stato membro di numerosi altri gruppi, tra cui i Requiem, con cui ha pubblicato due album contribuendo alle tastiere.

## Set up
La sua strumentazione comprende Kurzweil K2500, Kurzweil K2000, Kurzweil K2000R, Korg M3, Korg Karma (Gradualmente sostituita dalla Korg M3), Korg Triton Rack, Roland JV2080, Fantom XR, Clavia G2 e fender Rhodes '73. Nei concerti utilizza anche dei controller MIDI: inizialmente una Roland AX1 Rossa, in seguito una Roland AX7 personalizzata con foglie di edera dipinte a mano (distrutta durante la registrazione di For the Sake of Revenge), e successivamente una Roland AX1 completamente nera, tasti compresi. Tali keytar sono state sostituite successivamente da una Roland Ax-Synth (che quindi non funge più da controller, ma da synth) customizzata con una verniciatura viola che include anche i tasti.